# Kreis Rougemont
| Kreis Rougemont           | Kreis Rougemont    |
| Basisdaten                | Basisdaten         |
| ------------------------- | ------------------ |
| Staat:                    | Schweiz            |
| Kanton:                   | Waadt (VD)         |
| Bezirk:                   | Pays-d’Enhaut      |
| Hauptort:                 | Rougemont          |
| Fläche:                   | 71,90 km²          |
| Einwohner:                | 1'326 (31.12.2023) |
| Bevölkerungsdichte:       | 18 Einw. pro km²   |
| Aufgehoben am:            | 31. Dezember 2006  |
| Karte                     |                    |
| Karte von Kreis Rougemont |                    |

Der Kreis Rougemont (französisch Cercle de Rougemont) war bis zum 31. August 2006 eine Verwaltungseinheit des Bezirks Pays-d’Enhaut im Kanton Waadt in der Schweiz. Sitz des Kreisamtes war Rougemont.
Der Kreis umfasste zwei Gemeinden und war 71,90 km² gross. Die Gemeinden des ehemaligen Kreises zählten Ende 2023 1'326 Einwohner.
| Wappen     | Name der Gemeinde | Einwohner (31. Dezember 2023) | Fläche in km² | Einw. pro km² |
| ---------- | ----------------- | ----------------------------- | ------------- | ------------- |
| Rossinière | Rossinière        | 528                           | 23,36         | 23            |
| Rougemont  | Rougemont         | 798                           | 48,54         | 16            |
| Total (2)  | Total (2)         | 1'326                         | 71,90         | 18            |